# Spilomyia scutimaculata
Spilomyia scutimaculata är en tvåvingeart som beskrevs av Huo och Ren 2006. Spilomyia scutimaculata ingår i släktet trädblomflugor, och familjen blomflugor. Inga underarter finns listade i Catalogue of Life.